# 奧茲國大巫師
奧茲國大巫師（英語：Wizard of Oz），又稱為偉大的奧茲（Great and Powerful Oz）、可怕的奧茲（Oz the Great and Terrible），是法蘭克·鮑姆作品《綠野仙蹤》的角色。大巫師在翡翠城裡統治著奧茲國。而在小說的結尾，他被揭露為一名騙子和馬戲團魔術師。

## 改編版本
在1939年電影《綠野仙蹤》中，由弗兰克·摩根飾演。
在2013年電影《奧茲大帝》中，由詹姆斯·法蘭科飾演。
在2024年電影《魔法壞女巫》及2025年電影《魔法壞女巫：第二部》中，由傑夫·高布倫飾演。